# Operatore di shift
In matematica, e in particolare in analisi funzionale, gli operatori di shift sono esempi di operatori lineari, importanti per la loro semplicità. Sono usati in diverse aree, come gli spazi di Hardy, la teoria delle varietà abeliane, e la teoria della dinamica simbolica, per la quale la mappa di Baker è una rappresentazione esplicita. C'è un'altra applicazione dell'operatore di shift come operatore di traslazione: vedi ad esempio la successione di Sheffer.
Un tipico operatore di shift unilatero mappa una successione infinita di numeri
{\displaystyle (a_{1},a_{2},\ldots )}
in
{\displaystyle (0,a_{1},a_{2},\ldots ).}
Questa operazione rispetta le tipiche condizioni di convergenza, come la convergenza assoluta delle serie infinita corrispondente; pertanto dà luogo a operatori continui sugli spazi di successioni comunemente usati nell'analisi funzionale, per lo più con norma 1.
Un altro modo di vederlo sarebbe in termini di polinomi: le successioni che terminano definitivamente con la stringa
{\displaystyle (\ldots ,0,0,0,\ldots )}
o, in altre parole, che hanno solo un numero finito di elementi non nulli, sono in corrispondenza biunivoca con in polinomi in un'indeterminata {\displaystyle T} che ha {\displaystyle a_{i}} come coefficiente di {\displaystyle T^{i}}. Il vantaggio di questa rappresentazione è proprio che l'operatore di shift diventa la moltiplicazione per {\displaystyle T}: questo rivela velocemente parecchi aspetti della sua struttura. Gli spazi di polinomi portano con sé numerose strutture topologiche; gli operatori di shift possono essere costruiti attraverso estensioni sugli spazi completi corrispondenti.
Gli operatori di shift bilatero sono gli operatori corrispondenti in cui le successioni considerate sono bi-infinite (funzioni sui numeri interi, invece che sui numeri naturali). Si può dire che l'analogo in questo caso della rappresentazione polonomiale è quella attraverso i polinomi di Laurent. La teoria delle funzioni analitiche è legata a quella dei polinomi, ammettendo le serie di potenze infinite; d'altra parte le funzioni meromorfe hanno serie di potenze che terminano in direzione degli esponenti negativi. Allo stesso modo, gli shift unilateri e bilateri hanno proprietà alquanto differenti. Questa connessione con la teoria delle funzioni è resa più chiara nel contesto degli spazi di Hardy.

## Azione sugli spazi di Hilbert
Gli shift unilateri e bilateri hanno un'azione sugli spazi di Hilbert, restituendo operatori limitati S e T sugli spazi di successioni ℓp rispettivamente {\displaystyle \ell ^{2}(\mathbb {N} )} e {\displaystyle \ell ^{2}(\mathbb {Z} )}. Lo shift unilatero S è un'isometria propria, la cui immagine corrisponde a tutti i vettori che hanno la prima coordinata nulla. Lo shift bilatero T, d'altra parte, è un operatore unitario.
L'operatore S è una contrazione di T, nel senso che
{\displaystyle \forall x\in \ell ^{2}(\mathbb {N} ):Ux'=Sx,}
dove {\displaystyle x'} è il vettore in {\displaystyle \ell ^{2}(\mathbb {Z} )} con {\displaystyle x'_{i}=x_{i}} per {\displaystyle i\geq 0} e {\displaystyle x'_{i}=0} per {\displaystyle i<0}. Questa osservazione è alla base della costruzione di molte dilatazioni unitare di isometrie.
Lo spettro di S è il disco unitario mentre lo spettro di T è la circonferenza unitaria nel piano complesso.
La decomposizione di Wold dice che ogni isometria su uno spazio di Hilbert è della forma
{\displaystyle s^{\alpha }\oplus U}
dove Sα è S elevato a un numero cardinale α e U è un operatore unitario. La C*-algebra generata da un'arbitraria isometria propria è isomorfa alla C*-algebra generata da S.
L'operatore di shift S è un esempio di operatore di Fredholm; ha indice di Fredholm -1.